# Eurocopter AS 365

O Eurocopter AS365 é um helicóptero bimotor utilitário que pode ser utilizado com o transporte de soldados, carregando até 8 homens/transporte imediato que é muito utilizado na marinha, esse helicóptero é utilizado por vários países, produzido pela Eurocopter, uma das empresas acionistas da Helibras, é hoje considerado um helicóptero ágil e rápido.

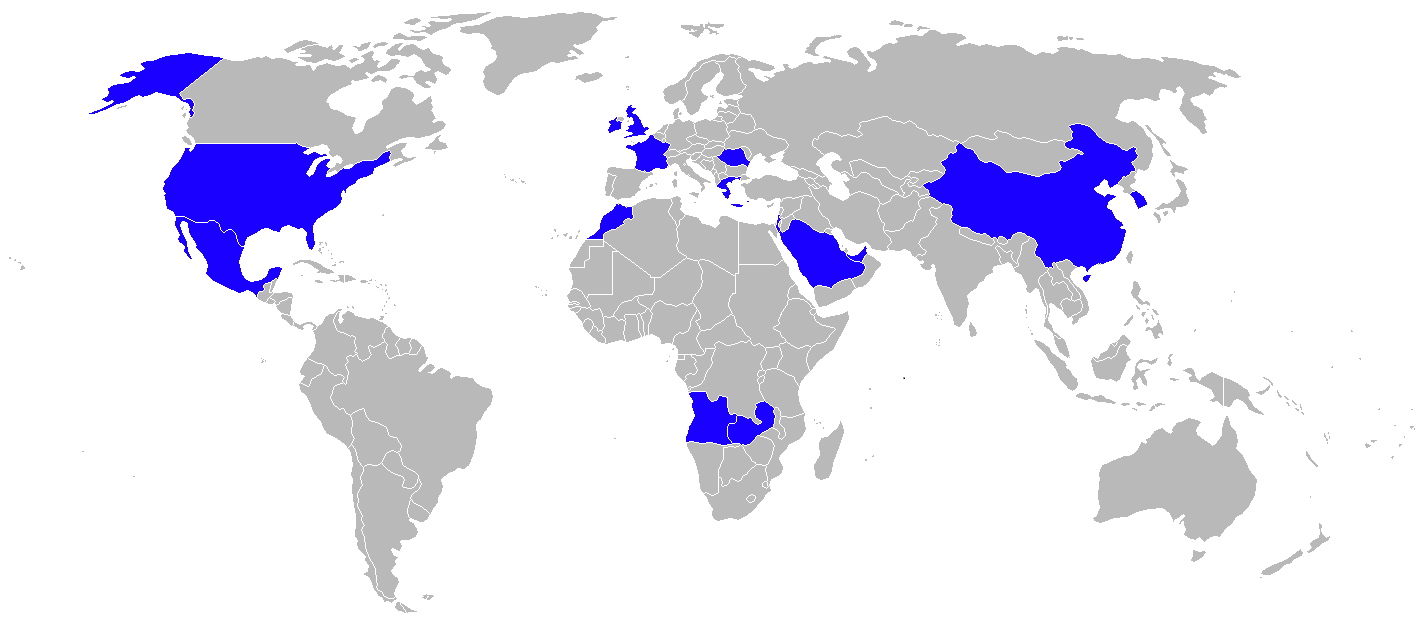
países utilizadores do Eurocopter AS 365.

## Utilizadores
- Angola
- Brasil
- Bulgária
- República Popular da China
- França
- Grécia
- Irlanda
- Israel
- México
- Marrocos
- Arábia Saudita
- Coreia do Sul
- Emirados Árabes Unidos
- Inglaterra
- Estados Unidos
- Zâmbia